# Hesperomeles pernettyoides
Hesperomeles pernettyoides là loài thực vật có hoa trong họ Hoa hồng. Loài này được Wedd. mô tả khoa học đầu tiên năm 1857.